# Robert Ferdinand Wagner jr.
Robert Ferdinand Wagner jr. (New York, 20 april 1910 - aldaar, 12 februari 1991) was een Amerikaans politicus van de Democratische Partij. Wagner was de 102e burgemeester van New York van 1954 tot 1965 en was de 17e stadsdeelvoorzitter van Manhattan van 1950 tot 1953.
Wagner was een van de laatste burgemeesters van New York die lid was van Tammany Hall, een idealistische en patriottische politieke organisatie die streefde naar behoud van democratische waarden. Toen hij zich verkiesbaar stelde voor zijn derde ambtstermijn als burgemeester, stapte Wagner echter uit de organisatie. Hij was ook volksvertegenwoordiger in de New York State Assembly, het lagerhuis van de staat New York, van 1938 tot 1942.
Wagner was de zoon van senator Robert F. Wagner en stierf thuis op 80-jarige leeftijd aan de gevolgen van kanker.

## Politieke carrière

#### Vroege jaren
Wagner behaalde een diploma rechten aan de Yale-universiteit in 1937. In datzelfde jaar werd hij verkozen als volksvertegenwoordiger in het lagerhuis van de staat New York en bleef daar tot 1942, waarna hij werd opgenomen in de U.S. Air Force. Hij diende voor de rest van de Tweede Wereldoorlog, maar zwaaide af in 1945 als luitenant-kolonel.
Na de oorlog steeg Wagner, met de steun van de Democratische Partij en de Tammany Hall, naar de top van de politieke ladder in de stad New York. Hij verwierf benoemingen als gemeentelijk belastingcommissaris en commissaris van ruimtelijke ordening, en vervolgens als stadsdeelvoorzitter van Manhattan. Wagner beoogde in 1952 nominatie in de Senaat, maar werd niet verkozen.

#### Burgemeester van New York
In 1953 daagde hij burgemeester Vincent R. Impellitteri uit bij de primaire verkiezingen en wist hem, met de steun van de Tammany Hall, ruim te verslaan. Wagner legde op 20 januari 1954 de eed af als burgemeester van New York, een functie die hij 12 jaar lang zou bekleden. Wagner begeerde in 1956 een zetel in de Senaat, maar verloor opnieuw.
Als burgemeester duwde Wagner de maatregelen van de gemeenteraad door, behalve discriminatie bij de huur en verkoop van woningen. Een grondige herziening van stedenbouwkundige verordeningen in de stad en sociale thema's als sloppenwijken en volkshuisvesting werden door Wagner vooruitgeschoven, het New York City Police Department werd uitgebreid en het budgetvormingsproces gestroomlijnd. In zijn eerste twee ambtstermijnen stelde hij de "little Wagner-act" op, waarbij de ambtenaren van de stad, behalve de politie-ambtenaren, het recht kregen een vakbond te vormen en deel te nemen aan collectieve onderhandelingen. Hij werd nationaal zo machtig dat hij met zijn steun John F. Kennedy aan winst hielp bij de presidentsverkiezingen in 1960.
Wagner brak zijn verbintenis met de Tammany Hall in 1961, en hij was toen op het hoogtepunt van zijn populariteit. Met de steun van een groeiende hervormingsbeweging in Manhattan en de krachtige New York City Central Labor Council begon hij aan een derde termijn als burgemeester. Wagners macht werd ook uitgebreid door een charter dat in datzelfde jaar werd goedgekeurd door de kiezers.
Wagners laatste termijn was tumultueus, omdat zijn regering verstrikt raakte in de stedelijke onrust van de jaren zestig. Hij werd geconfronteerd met steeds zwaardere sociale obligaties en economische groei, en Wagner nam zijn toevlucht in economische opportuniteiten om zo de vele rekeningen te betalen. Staatswetgevers lieten hem toe krediet van lening te verhogen en daarnaast gaf hij rapporten uit die betrekking hadden op de stadsinkomsten, niet alleen voor het huidige fiscale jaar, maar ook voor vergoedingen en belastingen die - naar schatting - het volgende jaar beschikbaar waren.
In 1965 diende Wagner een recordbudget in van $ 3,8 miljard. Latere critici zouden naar die begroting refereren als het begin van de zware tekorten die de stad een decennium later in ernstige financiële problemen zou brengen. Hierdoor was zijn reputatie als burgemeester gefnuikt.
Nadat hevige rellen uitbraken in Harlem en Bedford-Stuyvesant, lanceerde Wagner verschillende nieuwe programma's, waaronder het creëren van jobs voor kansarme jongeren. Met de steun van de federale overheid en de Ford Foundation startte hij een programma genaamd "Mobilization for Youth" (MFY), dat gericht was op heropleiding van jeugd in de binnenstad. Hij lanceerde nog een anti-armoedecampagne genaamd "Harlem Youth Opportunities Unlimited en Associated Community Teams", kortweg de "Haryou Act". Men was echter niet overtuigd en Wagner besloot geen vierde termijn als burgemeester na te jagen.
In zijn periode als burgemeester had Wagner geholpen om de Wereldtentoonstelling van 1964 naar Flushing Meadows-Corona Park te brengen en zorgde hij met de opening van het Lincoln Center voor hoogtij van podiumkunsten. Een laatste verwezenlijking van Wagner was de constructie van de Jamaica Bay. Onder zijn bewind verloor de stad in 1958 een populair baseballteam aan de staat Californië, met name de Dodgers, maar de stad kon de Mets wel behouden.

#### Latere carrière
Wagner bleef na zijn aftreden als burgemeester van New York actief als politicus voor de Democratische Partij, maar dan wel vanop ruime afstand. Hij ging terug aan de slag als advocaat en zette zijn eigen praktijk verder. Wagners praktijk was vanaf 1976 een besloten vennootschap en zou dat blijven tot zijn overlijden. In 1969 stelde hij zich opnieuw kandidaat voor burgemeesterschap in New York, maar hij verloor als voormalig ex officio van de zittende burgemeester; John Lindsay. Even was er sprake van een controversiële overstap naar de Republikeinse Partij voor een vierde poging in de primaire verkiezingen van 1972, maar dit ging uiteindelijk niet door. President Jimmy Carter benoemde hem tot gevolmachtigd minister van de Verenigde Staten in Vaticaanstad voor een periode van drie jaar, tussen 1978 en 1981. Verder was hij even Amerikaans ambassadeur in Spanje, namelijk in 1969 en 1970.
Twee jaar voor zijn overlijden, in 1989, vernoemde de Universiteit van New York zijn school voor openbaar onderwijs naar Wagner. Daarnaast draagt een park in Battery Park City zijn naam.

## Persoonlijk leven
In 1942 trouwde Wagner met Susan Edwards. Wagner had met haar twee zonen, Robert III, net als zijn vader politicus, en Duncan. Wagner zou later nog twee keer hertrouwen.
- Bibliothèque nationale de France: cb153444724 (data)
- Gemeinsame Normdatei: 117103918
- International Standard Name Identifier: 0000 0001 1471 7414
- Library of Congress Control Number: n85173210
- National Archives and Records Administration: 10568327
- Nationale Bibliotheek van Israël: 987011217858005171
- SNAC: w64q7wd3
- Virtual International Authority File: 45739809
- WorldCat: E39PBJkp886Q9KPvWmHHwYxMT3